# HIV Drug Resistance Database
HIV Drug Resistance Database, även känd som Stanford HIV RT and Protease Sequence Database är en databas vid Stanford University som spårar 93 vanliga mutationer av hiv. År 2008 kompilerades det med 93 gemensamma mutationer, efter den första mutationssamlingen 2007 på 80 mutationer. Den senaste listan använder data från andra laboratorier i Europa, Kanada och USA, inklusive mer än 15 000 sekvenser från obehandlade individer.